# Tommy Walker
Thomas Walker, mais conhecido como Tommy Walker, OBE (Livingston, 26 de maio de 1915 –– Edimburgo, 11 de janeiro de 1993), foi um futebolista que atuava como atacante e treinador escocês.
Durante seus quase nove anos como jogador profissional, Walker defendeu apenas dois clubes: o Heart of Midlothian, onde atuou durante seis dos nove anos, e o inglês Chelsea durante os quase três anos restantes. Em nível internacional, defendeu em 21 oportunidades a Seleção Escocesa e em mais cinco a Liga Escocesa XI, uma equipe formada pelos jogadores do campeonato nacional deste país. Após sua aposentadoria dos campos, iniciou sua carreira como treinador, no próprio Hearts, passando mais quinze anos de tremendo sucesso neste, e seus dois últimos anos na função no Raith Rovers. Oito anos após sua saída do Hearts, retornou ao mesmo como diretor esportivo, passando seus últimos seis anos no clube antes de se aposentar do futebol.
Também lembrado por sua liderança e cavalheirismo em campo, é considerado, juntamente com Bobby Walker, um dos dois maiores jogadores a vestirem a camisa grená do clube de Edimburgo, e também um dos grandes jogadores da Seleção Escocesa.

## Carreira profissional

### Heart of Midlothian
Nascido em Livingston, cidade próxima de Edimburgo, Walker tinha originalmente a intenção de se tornar ministro da Igreja da Escócia quando criança, no entanto, tendo suas habilidades futebolísticas reconhecidas pelas equipes escolares, sua ideia quanto ao seu futuro mudou e Tommy seguiu o caminho do futebol. Ele atuou em escolinhas de futebol local, como o Berryburn Rangers, Livingston Violet e Broxburn Rangers antes de ingressar ao Heart of Midlothian em fevereiro de 1932, quando tinha dezesseis anos. Entretanto, como na época os clubes não podiam assinar contrato com nenhum jogador até que este completasse dezessete anos, Walker jogou durante pouco mais de um ano no amador Linlithgow Rose, quando completou dezessete e, enfim, pôde assinar com os Hearts.
Tommy ingressou oficialmente ao Hearts durante o andamento da temporada 1932/33, ganhando rapidamente um lugar na equipe principal devído ao seu talendo e elegância atuando como atacante, e participando ativamente da conquista da edição de jubileu da Rosebery Charity Cup, e do terceiro lugar conquistado no campeonato escocês. A temporada seguinte, que viu Tommy como titular indiscutível do time, e grandes vitórias da equipe ao longo da temporada, também viu a decepção da mesma quando terminou o campeonato na sexta posição.
Durante a temporada 1934/35, o Arsenal expressou publicamente sua intenção de contratar Walker, e especulou-se durante a época que o clube inglês tinha a intenção de pagar doze mil libras, o que transformaria Tommy na maior contratação da história do futebol à época. Entretanto, mesmo com o interesse do Arsenal, e posteriormente do Liverpool, Walker decidiu por permanecer na Escócia, contando com a ajuda da torcida que ameaçou a diretoria de boicotar as partidas do Hearts caso Tommy fosse vendido. A permanência acabou sendo importante para o clube, que terminou com um novo terceiro lugar, atrás dos gigantes Rangers (campeão, com 55 pontos) e Celtic (vice, com 52 pontos).
Entretanto, a permancência de Walker, mesmo o mesmo tendo marcado impressionantes 192 gols em apenas 170 partidas durante sua primeira passagem pelo clube, e contando com numerosos jogadores selecionáveis, como seus conterrâneos Dave McCulloch, Barney Battles, Andy Anderson e Alex Massie, o galês Freddie Warren e o irlandês Willie Reid, Walker não conseguiu conquistar nenhum título de expressão. O mais próximo de um título veio na temporada 1937/38, quando terminou com o vice-campeonato escocês, apenas três pontos atrás do Celtic.

### Segunda Guerra Mundial e Chelsea
No final de 1939, com a eclosão da Segunda Guerra Mundial, o campeonato escocês, assim como diversos outros na Europa, principalmente dos países envolvidos diretamente na guerra, acabou sendo paralisado. Como as indústrias locais de Edimburgo foram consideradas adequadas para ocupação reserva do exército, Walker, juntamente com vários companheiros de equipe, e posteriormente de regiões vizinhas, assim como ocorreu com vários outros jogadores no restante do Reino Unido, ingressou no exército, assumindo a patente de sargento no regimento conhecido como "sinais".
Mesmo com seu ingresso no exército, e com o campeonato paralisado, Walker continuou a jogador futebol. Primeiramente passou a atuar na equipe de futebol do exército, conhecido como All-Stars, e posteriormente disputou várias partidas consideradas "não-oficiais" pelo Chelsea durante a temporada 1944/45. Quando a guerra terminou, Walker permaneceu como jogador do Chelsea, assinando contrato oficialmente em setembro de 1946, tendo o clube inglês desembolsado seis mil libras por sua permancência.
A passagem acabaria durante pouco mais de dois anos, e renderia ao clube apenas 24 gols em 103 partidas (quantidade extremamente baixa, se comparada a sua pelo Hearts), mas Tommy fez parte durante o período de uma famosa formação ofensiva, que contava além do mesmo, com Tommy Lawton e Len Goulden.

#### Seleção Escocesa
Destacando-se em seu início de carreira pelo Hearts, Walker não tardou a receber sua primeira convocação para a Seleção Escocesa, esta ocorrendo em seu segundo ano como profissional, em 1934, para uma partida contra os vizinhos do País de Gales. Já o primeiro gol, entretanto, ocorreu apenas no final do ano seguinte, contra a ainda unificada Irlanda, que terminou com vitória escocesa por 2 x 1. A partida teve comemoração especial, uma vez que ela aconteceu no Tynecastle, o estádio do Hearts.
Suas convocaçãos terminariam em 1939, em virtude da Segunda Guerra, mas o suficiente para Walker participar de 21 partidas e anotar nove gols. Seu melhor ano pela equipe aconteceu em 1938, quando ele marcou em cinco partidas consecutivas (vitórias sobre Inglaterra (1 x 0), Países Baixos (3 x 1), Irlanda (2 x 0), País de Gales (3 x 2, sendo dois de Walker nesta partida) e Hungria (3 x 1)). Entretanto, seu momento mais conhecido ocorreu dois anos antes, contra a rival Inglaterra. Com a Escócia perdendo o jogo por 1 x 0, teve um pênalti a seu favor, e Tommy se ofereceu para cobrar. Tendo o árbitro não validado as duas primeiras cobranças, Tommy marcou, friamente, o tento na terceira cobrança, garantindo o empate em 1 x 1. Walker também chegou a defender em cinco oportunidades a Liga Escocesa XI, uma equipe formanda pelos jogadores do campeonato nacional, e marcado duas vezes pela mesma.

#### Gols pela seleção
Lista contendo os gols marcados e resultados das partidas pela seleção.
| # | Data                   | Local                                   | Adversário    | Placar | Resultado | Competição                     |
| - | ---------------------- | --------------------------------------- | ------------- | ------ | --------- | ------------------------------ |
| 1 | 13 de novembro de 1935 | Tynecastle, Edimburgo, Escócia          | Irlanda       | 1-0    | 2-1       | Campeonato Britânico de Nações |
| 2 | 4 de abril de 1936     | Wembley, Londres, Inglaterra            | Inglaterra    | 1-1    | 1-1       | Campeonato Britânico de Nações |
| 3 | 2 de dezembro de 1936  | Dens Park, Dundee, Escócia              | País de Gales | 1-1    | 1-2       | Campeonato Britânico de Nações |
| 4 | 9 de abril de 1938     | Wembley, Londres, Inglaterra            | Inglaterra    | 1-0    | 1-0       | Campeonato Britânico de Nações |
| 5 | 21 de maio de 1938     | Olympisch, Amsterdã, Países Baixos      | Países Baixos | 3-1    | 3-1       | Amistoso                       |
| 6 | 8 de outubro de 1938   | Windsor Park, Belfast, Irlanda do Norte | Irlanda       | 2-0    | 2-0       | Campeonato Britânico de Nações |
| 7 | 9 de novembro de 1938  | Tynecastle, Edimburgo, Escócia          | País de Gales | 2-2    | 3-2       | Campeonato Britânico de Nações |
| 8 | 9 de novembro de 1938  | Tynecastle, Edimburgo, Escócia          | País de Gales | 3-2    | 3-2       | Campeonato Britânico de Nações |
| 9 | 7 de dezembro de 1938  | Ibrox, Glasgow, Escócia                 | Hungria       | 1-0    | 3-1       | Amistoso                       |

## Treinador e dirigente
Walker deixou o Chelsea em dezembro de 1948 e retornou ao Hearts, inicialmente como jogador-assistente do então treinador Davie McLean. McLean recomendou a recontratação de Walker tendo como intenção que o mesmo fosse uma influência dentro de campo aos jogadores mais novos vindos das categorias de base do clube. Entretanto, o retorno de Tommy durou apenas uma partida, contra o Dundee (derrota por 1 x 0), anunciando sua aposentadoria logo após para se dedicar exclusivamente a função de assistente, a qual desempenhou até 14 de fevereiro de 1951, quando foi promovido ao cargo principal, de treinador, após a morte de McLean.
Contando com jogadores habilidosos vindos das categorias de base do clube, como Alfie Conn, Willie Bauld e Jimmy Wardhaugh (os quais eram alguns dos jogadores que McLean tinha a intenção que Walker fosse uma influência dentro de campo), que posteriormente seriam conhecidos como o "trio terrível", sendo responsáveis pela maioria dos gols da equipe (ao todo, juntos, marcariam mais de 500 gols durante suas passagens pelo clube), assim como com John Cumming e Freddie Glidden, e a partir do momento que Tommy assumiu o comando do clube, Willie Duff, Ian Crawford (este vindo da Hamilton Academical) e principalmente Dave Mackay, Tommy começou a moldar o que seria a equipe mais vitoriosa da história do clube.
O primeiro sucesso, entretanto, veio apenas na temporada 1954/55, mais precisamente em 23 de outubro de 1954, quando a equipe venceu o Motherwell por 4 x 2 e conquistou o título da Copa da Liga Escocesa, o primeiro título relevante do clube em 48 anos. Na temporada anterior, o clube chegou a terminar com o vice-campeonato, cinco ponto atrás do Celtic. O segundo título veio apenas dois anos depois, na temporada 1955/56, com a conquista da Copa da Escócia sobre o Celtic (vitória por 3 x 1). Com mais uma temporada sem títulos (apenas mais um vice no campeonato), o clube conquistou o título do campeonato escocês (1957/58), vindo duas temporadas depois o bicameponato (1959/60), após mais um vice. Nesse meio tempo, o clube também conquistou mais dois títulos da Copa da Liga, em 1958 (válida pela temporada 1958/59), com vitória por 5 x 1 sobre o Partick Thistle e o bicampeonato  sobre o Third Lanark (2 x 1) no ano seguinte. O clube ainda conquistaria mais uma Copa da Liga em 1962, sobre o Kilmarnock, por 1 x 0, após um vice na temporada anterior para o Rangers (o qual conseguiu o título apenas com uma segunda partida, a qual acabou vencendo por 3 x 1) e um vice-campeonato na temporada 1964/66 antes de Walker deixar o clube.
Após sua saída, assimiu uma função na diretoria do Dunfermline Athletic, mas saindo após o término da sua primeira temporada na função, para assumir o comando do Raith Rovers. Entretanto, após duas temporadas lutando contra o rebaixamento, Walker deixou o comando do clube, anunciando sua aposentadoria como treinador e assumindo posteriormente um cargo na diretoria do clube. A mesma função assumiria poucos anos depois, em 1974, no Hearts, permanecendo no cargo até 1980, quando anunciou sua aposentadoria, após o clube conseguir o título da segunda divisão escocesa.